# Pusiola derelicta
Pusiola derelicta är en fjärilsart som beskrevs av Debauche 1942. Pusiola derelicta ingår i släktet Pusiola och familjen björnspinnare. Inga underarter finns listade.